# Moj mali poni: Devojke iz Ekvestrije — Igre prijateljstva
Moj mali poni: Devojke iz Ekvestrije — Igre prijateljstva (naslov Equestria devojke — Igre prijateljstva se koristi na DVD-ima) je američko-kanadski animirani film iz 2015. godine. Radnja se odvija tokom trajanja finalne epizode pete sezone crtane serije i nakon toga.

## Emitovanje i sinhronizacija

### Minimaks(studio Studio) sinhronizacija
Film je na srpskom jeziku emitovan premijerno 13. decembra 2015. u Srbiji, Crnoj Gori, Bosni i Hercegovini i BJR Makedoniji na TV kanalu Minimaks. Sinhronizaciju je radio studio Studio. Za ovu sinhronizaciju nema DVD izdanja.

### Mini TV(studio Blue House) sinhronizacija
Druga sinhronizacija ovog filma na srpskom jeziku je emitovana 26. decembra 2015. u Srbiji, Crnoj Gori, Bosni i Hercegovini i BJR Makedoniji na TV kanalu Mini TV. Sinhronizaciju je radio studio Blue House. Postoji DVD izdanje.

## Uloge
| Ime lika               | Uloga             | Улоге               |
| Tvajlajt Sparkl        | Тара Стронг       | Мариана Аранђеловић |
| Epldžek                | Ешли Бол          | Александра Ширкић   |
| Rejnbou Deš            | Ешли Бол          | Александра Ширкић   |
| Flateršaj              | Андреа Либман     | Јелена Јовичић      |
| Pinki Paj              | Андреа Либман     | Јелена Јовичић      |
| Reriti                 | Табита Жермен     | Снежана Нешковић    |
| Spajk                  | Кети Визлук       | Снежана Нешковић    |
| Sanset Šimer           | Ребека Шојшет     | Андријана Оливерић  |
| Direktorka Abakus Sinč | Ирис Куеен        | Милена Моравчевић   |
| Fleš Sentri            | Винсент Тонг      | Милан Антонић       |
| Direktorka Selestija   | Никол Оливер      | Јелена Јовичић      |
| Zamenica Luna          | Табита Жермен     | Снежана Нешковић    |
| Zamenica Kejdens       | Брит Мекилип      | Александра Ширкић   |
| Triksi Lulamun         | Kатхлеен Баре     | Јелена Јовичић      |
| Sor Svit               | Схарон Александер | Александра Ширкић   |
| Šugarkout              | Сиенна Бохн       | Мариана Аранђеловић |
| Indigo Zap             | Келли Шеридан     | Милена Моравчевић   |
| Sani Fler              | Бритт Орбин       | Александра Ширкић   |
| Lemon Zest             | Сханнон Цхан Кент | Андријана Оливерић  |

## Pesme
- Igre prijateljstva / Uvodna špica
- KSŠ zbor[11]
- Postoji još nešto
- AKADESE[12]
- Baci čini
- Tu pored mene

Pesme u sinhronizaciji studija Studio je prevela Dragana Micković.

## Kratki filmići
Kratki filmići su deo promocija filma Igre prijateljstva. Postoje pretfilmski i nakonfilmski kratki filmići i svi su objavljeni na zvaničnom YouTube kanalu Hasbro Studio Shorts.
- The Science of Magic[14]
- Pinkie Spy[15]
- All's Fair in Love & Friendship Games[16]
- Photo Finished[17]
- A Banner Day[18]

## Nastavak
Dana 3. oktobra 2015. najavljeno je da je četvrti film u "Devojke iz Ekvestrije" franšizi trenutno u razvoju. Kasnije je otkriven njegov naziv Legend of Everfree (srp. Legenda Everfrija) 5. novembra 2015..
Film je imao svoju Netfliks premijeru 1. oktobra 2016.
Dana 26. novembra 2016. srpska sinhronizacija filma je emitovana na kanalu Minimaks u Srbiji, Crnoj Gori, Bosni i Hercegovini i Bivšoj Jugoslovenskoj Republici Makedoniji pod nazivom Legenda o Everfri.